# Poecilopeplus intricatus
Poecilopeplus intricatus là một loài bọ cánh cứng trong họ Cerambycidae.